# Longtown (Kumbria)
Longtown – miasto w Anglii, w Kumbrii, w dystrykcie (unitary authority) Cumberland. Leży 14 km na północ od miasta Carlisle i 433 km na północny zachód od Londynu. Miasto liczy 3000 mieszkańców.